# Linognathus ovillus
Linognathus ovillus ist eine weltweit beim Hausschaf auftretende Echte Tierlaus. Die Laus ist bläulich-schwarz gefärbt und etwa 2,5 mm lang. Sie hat einen langen schmalen Kopf und schlanken Körper. Linognathus ovillus sitzt bevorzugt im Bereich des Gesichts. Unterscheidungsmerkmal zu anderen Linognathus-Arten ist die große thorakale Tracheenöffnung und das abgerundete Gonopodium der Weibchen. Weibchen legen pro Tag ein Ei (Nisse) und heften es an ein Haar. Nach 10 bis 14 Tagen schlüpft die erste Larve (Nymphe). Innerhalb von zwei Wochen entwickeln sich über insgesamt drei Nymphenstadien die Adulten. Der komplette Lebenszyklus dauert 20 bis 40 Tage.